# Kabrai
Kabrai (hindi कबरई) – miasto w północnych Indiach w stanie Uttar Pradesh, na Nizinie Hindustańskiej.
Populacja miasta w 2001 roku wynosiła 21 000 mieszkańców.